# 交野市の地名
本項交野市の地名（かたのしのちめい）では、大阪府交野市における町名や大字名を中心に、本市及び前身の交野町成立以来の地名の変遷について記述する。

## 現行行政町名
まず市内の現行の町字名を五十音順に列挙する。

### あ行
- 青山1 - 5丁目
- 天野が原町1 - 5丁目
- 幾野1 - 6丁目
- 梅が枝

### か行
- 私市
- 私市1 - 9丁目
- 私市山手1 - 5丁目
- 私部
- 私部1 - 8丁目
- 私部西1 - 5丁目
- 私部南1 - 4丁目
- 倉治
- 倉治1 - 9丁目
- 郡津1 - 5丁目

### さ行
- 神宮寺1 - 2丁目

### た行
- 寺
- 寺1 - 4丁目
- 寺南野

### な行
- 南星台1 - 5丁目

### は行
- 東倉治1 - 5丁目
- 藤が尾1 - 6丁目
- 傍示
- 星田
- 星田1 - 9丁目
- 星田北1 - 9丁目
- 星田西1 - 5丁目
- 星田山手1 - 5丁目

### ま行
- 松塚
- 妙見坂1 - 7丁目
- 妙見東1 - 5丁目
- 向井田1 - 3丁目
- 森
- 森北1 - 2丁目
- 森南1 - 3丁目

## 町字名の変遷
交野町は1939年、北河内郡交野村・磐船村が合併することにより、合併各村の大字を継承した7大字で成立した。

### 成立当初の町字名
旧交野村
- 私部
- 倉治
- 郡津（1982年廃止）

旧磐船村
- 私市
- 寺
- 傍示
- 森

### 町字の設置
1955年（昭和30年）
星田村と合併して、改めて交野町となる。
旧星田村
- 星田（星田村全域より）

1966年（昭和41年）
- 天野が原（私市・私部の各一部より、1973年廃止）

1968年（昭和43年）
- 梅が枝（私部・郡津の各一部より）
- 松塚（郡津の一部より）

1971年（昭和46年）、市制施行して交野市となる。町制時の11大字を継承。
1973年（昭和48年）
- 天野が原町1 - 5丁目（天野が原と私市・私部の各一部より）
- 藤が尾1 - 6丁目（星田の一部より）
- 妙見坂1 - 7丁目（星田・私市の各一部より）
- 妙見東1 - 4丁目(星田・私市の各一部より、1987年5丁目が成立)

1974年（昭和49年）
- 幾野1 - 6丁目（私部・郡津・倉治の各一部より）
- 私市山手1 - 5丁目（私市の一部より）
- 南星台1 - 5丁目（星田の一部より）
- 星田山手1 - 5丁目（星田の一部より）

1975年（昭和50年）
- 青山1 - 5丁目（私部・蔵時・寺の各一部より）
- 私市1 - 9丁目（私市・星田の各一部より）
- 向井田1 - 3丁目（私部・寺の各一部より）

1976年（昭和51年）
- 郡津1 - 5丁目（郡津・倉治・私部の各一部より）

1978年（昭和53年）
- 寺1 - 4丁目（寺の一部より）
- 寺南野（寺の一部より）
- 森北1 - 2丁目（森・私部の各一部より）
- 森南1 - 3丁目（森の一部より）

1980年（昭和55年）
- 倉治1 - 9丁目（倉治・私部の各一部より）
- 神宮寺1 - 2丁目（倉治・私部の各一部より）
- 東倉治1 - 5丁目（倉治の一部より）

1982年（昭和57年）
- 私部1 - 8丁目
- 私部西1 - 5丁目
- 私部南1 - 4丁目

1987年（昭和62年）
- 星田1 - 9丁目（星田の一部より）
- 星田北1 - 9丁目（星田の一部より）

1990年（平成2年）
- 星田西1 - 5丁目（星田の一部より）

## 参考資料
- 角川日本地名大辞典 27 大阪府（1983年、角川書店）